# Hermann Bonin
Hermann Bonin (* 15. August 1880 in Landsberg an der Warthe; † 10. April 1945 in Jena) war ein deutscher Maschinenbauingenieur, Hochschullehrer und Rektor der Technischen Hochschule Aachen.

## Leben
Nach seinem Abitur studierte Hermann Bonin von 1898 bis 1903 Maschinenbau an der Technischen Hochschule (Berlin-)Charlottenburg, wo er 1904 seinen Abschluss als Diplom-Ingenieur machte. Als Assistent des Spezialisten für Dampfmaschinen Johannes Stumpf promovierte er 1913 in Berlin. Am 1. September des gleichen Jahres wurde Bonin an die Technische Hochschule Aachen berufen, wo er als ordentlicher Professor die Lehrgebiete Dampfmaschinen, Dampfkessel und Arbeitsmaschinen sowie Heizungs- und Lüftungsanlage und ab 1919 noch das Lehrgebiet Dampfturbinen an der Fakultät für Maschineningenieurwesen übernahm. Hier blieb Bonin bis zu seinem Tod im Jahr 1945 und leitete als Nachfolger von August Schwemann zwischenzeitlich die Hochschule von 1924 bis 1926 als deren Rektor. Darüber hinaus führte er 1927 als Vorsitzender und 1928/29 als Stellvertreter den Bezirksverein Aachen des Vereins Deutscher Ingenieure (VDI).
Bonins Hauptforschungs- und Arbeitsgebiete waren die experimentelle Bestimmung des Ungleichförmigkeitsgrades; Heizleistung und Wirkungsgrad von eisernen Öfen sowie heiztechnische Grundlagen für die Wirtschaftlichkeit des eisernen Ofens.
Obwohl Bonin während der Zeit des Nationalsozialismus nachweislich kein Mitglied der NSDAP, SS oder SA war, so war er doch 1933 zusammen mit Hubert Hoff, Felix Rötscher Adolf Wallichs und Robert Hans Wentzel unter anderem mit der Überprüfung der Denunziationsfälle beschäftigt, die vom ASTA (Allgemeiner Studentenausschuss) und den Studentenführern auf Grund angeblich kommunistischen Gedankengutes oder regimekritischen Verhaltens von Kollegen und Studierenden gemeldet wurden. Durch die Weiterleitung dieser Meldungen an den Reichskommissar im Reichsministerium für Wissenschaft, Erziehung und Volksbildung Bernhard Rust wurde den nicht arischen Professoren Otto Blumenthal, Arthur Guttmann, Walter Fuchs, Ludwig Hopf, Theodore von Kármán, Paul Ernst Levy, Karl Walter Mautner, Alfred Meusel, Leopold Karl Pick, Rudolf Ruer, Hermann Salmang und Ludwig Strauss ab September 1933 nach dem Gesetz zur Wiederherstellung des Berufsbeamtentums die Lehrerlaubnis entzogen.

## Schriften (Auswahl)
- Die experimentelle Bestimmung des Ungleichförmigkeitsgrades. Verein Deutscher Ingenieure, Berlin 1914.
- Die heiztechnischen Grundlagen für die Wirtschaftlichkeit des eisernen Ofens. Vereinigung Deutscher Eisenofen-Fabrikanten e. V., wärmetechnische Abteilung, Kassel 1924.
- Über Heizleistung und Wirkungsgrad von eisernen Öfen. Vereinigung Deutscher Eisenofen-Fabrikanten e. V., Kassel 1925.
- Einzel-Ofen-Heizung. Vereinigung Deutscher Eisenofen-Fabrikanten e. V., Kassel 1929.